# Flabellum macandrewi
Flabellum macandrewi är en korallart som beskrevs av Gray 1849. Flabellum macandrewi ingår i släktet Flabellum och familjen Flabellidae. Inga underarter finns listade i Catalogue of Life.